# Handskesjö
Handskesjö är en sjö i Åmåls kommun i Dalsland och ingår i Göta älvs huvudavrinningsområde. Sjön har en area på 0,282 kvadratkilometer och ligger 134,5 meter över havet. Sjön avvattnas av vattendraget Gunnebybäcken.

## Delavrinningsområde
Handskesjö ingår i det delavrinningsområde (655175-131335) som SMHI kallar för Utloppet av Handskesjö. Medelhöjden är 147 meter över havet och ytan är 1,26 kvadratkilometer. Det finns inga avrinningsområden uppströms utan avrinningsområdet är högsta punkten. Gunnebybäcken som avvattnar avrinningsområdet har biflödesordning 3, vilket innebär att vattnet flödar genom totalt 3 vattendrag innan det når havet efter 193 kilometer. Avrinningsområdet består mestadels av skog (78 procent). Avrinningsområdet har 0,28 kvadratkilometer vattenytor vilket ger det en sjöprocent på 21,9 procent.